# D3o

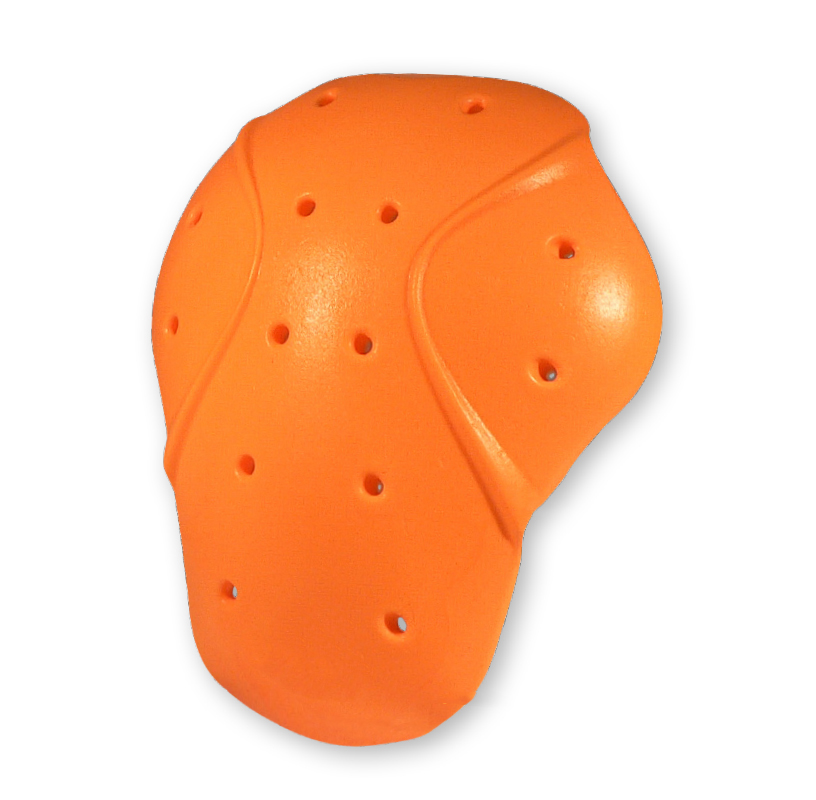
Beschermingsstuk waarin D3o verwerkt zit

D3o is een dilatante niet-newtoniaanse vloeistof die vanwege zijn specifieke materiaaleigenschappen gebruikt wordt als bescherming tegen stoten.
In de vrije toestand is D3o een vloeistof, maar wanneer een plotse slag of stoot op de vloeistof wordt uitgeoefend verhardt deze momentaan. De moleculen waaruit het materiaal bestaat, met name elastische polymeren, bewegen in vrije toestand ten opzichte van elkaar, maar bij een slag zullen zij coaguleren via intermoleculaire krachten, waardoor de viscositeit van de materie sterk verhoogd wordt. De energie van de slag wordt daarbij geabsorbeerd en gedispergeerd, alvorens het materiaal zijn oorspronkelijke vloeibare toestand opnieuw aanneemt.
Deze karakteristieke eigenschappen bieden dus zowel bescherming als de nodige flexibiliteit, zodat het materiaal in kledij kan worden verwerkt. Zo wordt D3o toegepast bij sportkleding (onder andere bij skiën, snowboarden, honkbal, volleybal, squash, tennis, zeilen, mountainbiken en motorcross), alsook in mutsen, militaire uitrustingen en schoeisel. Mutsen die uitgerust zijn met D3o bieden naast bescherming bovendien voldoende comfort.